# Truckdrivin Neighbors Downstairs (Yellow Sweat)
«Truckdrivin Neighbors Downstairs (Yellow Sweat)» —en español: Vecinos camioneros de abajo— es una canción del músico estadounidense Beck. Fue lanzado en su álbum de 1994 Mellow Gold. La canción fue compuesta en clave de La bemol mayor.

## Fondo
La canción comienza con una muestra de una pelea que Beck grabó de sus dos vecinos abusivos. Beck recuerda:
Cuando estaba grabando la canción en mi sala de estar y estaban afuera gritándose el uno al otro y yo no podía ... tuve que dejar de grabar mi canción. Y fue extraño porque estaba grabando la música de la canción; Todavía no había escrito palabras. Y no pude grabar más porque eran demasiado ruidosos y simplemente me fui. Tuve que irme porque estaba demasiado agitado. Cuando volví tenía todo esto ... tenía la canción y luego, después de que tuvieron esta discusión ... es una lástima que perdí la cinta que tiene el argumento original porque la discusión se prolongó durante 40 minutos. Fue increíble. Puse 2 segundos allí. Bastante clásico. Pero alguien lo tiene. Y tu cerebro explotará en una tormenta de arroz oámico antes de que nos golpee este martes, Richard.
Beck también lo llamó "una cinta especial, llena de cosas horribles que destruirán tu destino si sabes lo que es".
También dijo: "Estaba tan conmocionado por la cosa que me detuve en la autopista y escribí la letra y luego al día siguiente volví y canté la letra sobre la canción. Fue una de esas experiencias en las que la vida escribe las canciones. Lo cual es bueno".

## Conciertos en vivo
La primera interpretación conocida de la canción tuvo lugar el 30 de marzo de 1994, cuando fue la última canción en la lista de canciones de Beck.
Beck interpretó la canción con bastante regularidad desde 1994 hasta 1997, desde entonces, solo la interpreta ocasionalmente. "Truckdrivin Neighbors Downstairs (Yellow Sweat)" se representó tres veces durante 2018, después de no haberse realizado desde 2006.
Beck presentó la canción durante una actuación el 25 de marzo de 1997 como una "canción de la vida real". Dijo además: "Esto es una tragedia urbana. Este es un cuento gótico de la década de 1990 de un dúo, de tragedia y auto-abuso. No para ser explotado. No para ser mal visto. Solo para ser escuchado".

## Recepción
El crítico estadounidense Robert Christgau calificó al verso de la canción "Vietnam vet playin' air guitar" como "diatriba grabada ilícitamente".
El escritor de Rolling Stone, Michael Azerrad, llamó a la canción un "estallido bilioso".